# Бубенщикова
Бубенщикова — деревня в Талицком городском округе Свердловской области России.

## Географическое положение
Деревня Бубенщикова находится на расстоянии 36 километров (по дорлгам в 45 километрах) к северо-западу от города Талицы, на правом берегу реки Юрмыч — левого притока реки Пышмы, в устье реки Бубенки.

## Население
| 2002 | 2010 | 2021 |
| ---- | ---- | ---- |
| 133  | ↘35  | ↘15  |